# Fox Island (Spring Point)
Fox Island är en ö i territoriet Falklandsöarna (Storbritannien). Den ligger i den västra delen av ögruppen, 180 km väster om huvudstaden Stanley.